# Beech Grove (Indiana)
Beech Grove est une ville du comté de Marion dans l'Indiana aux États-Unis. En 2010, la ville comptait 14 192 habitants. 

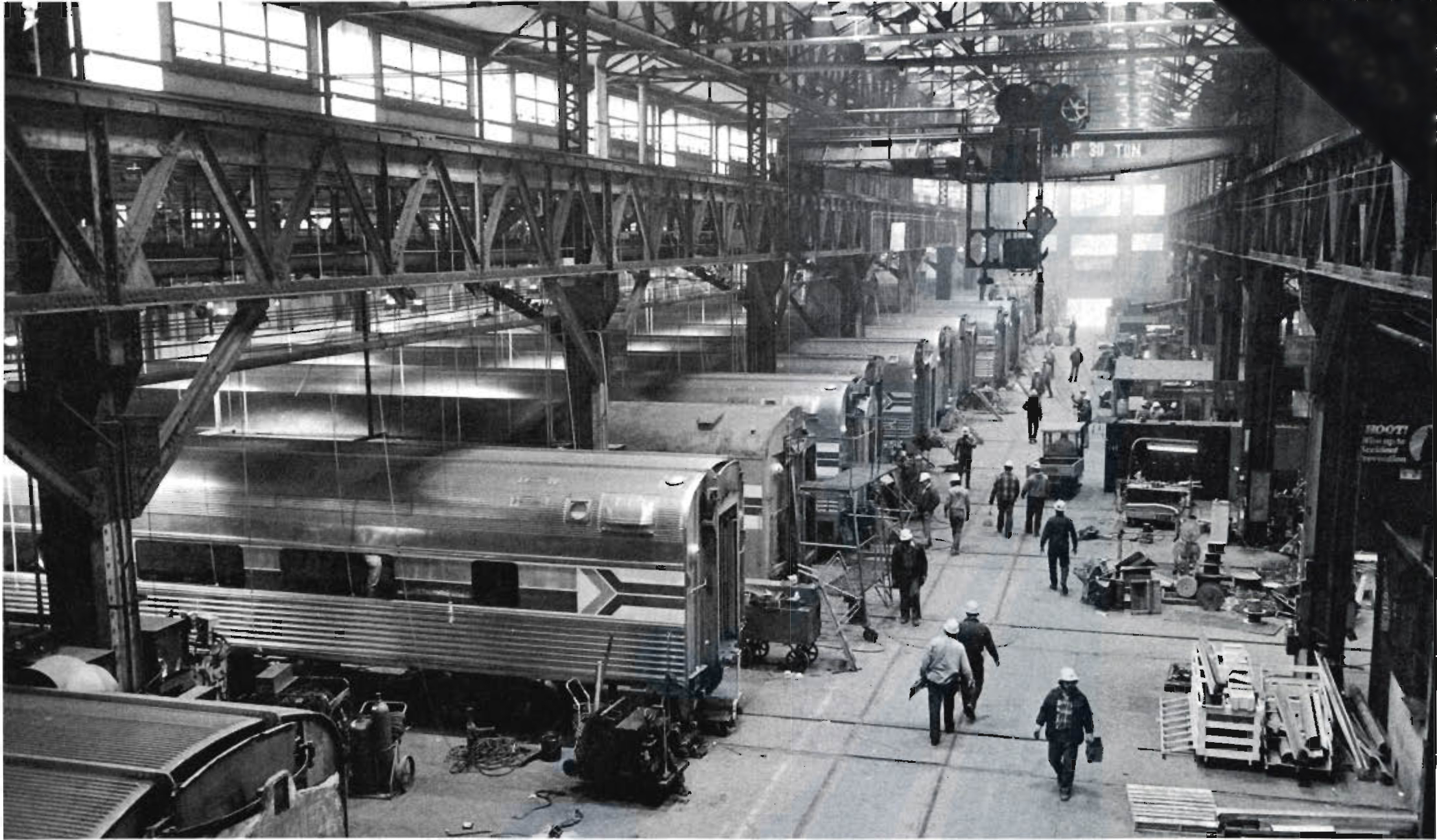
Les trains Amtrak sont entretenus dans les Beech Grove Shops en 1980.

Il s'agit de la ville natale de l'acteur Steve McQueen.
Il existe en outre aux États-Unis trois autres villes, plus petites, qui portent ce même nom : une dans le Tennessee, une dans l'Arkansas et une dans le Kentucky.